# Olaf Kardolus
Olaf Johannes Marinus Kardolus (Den Haag, 27 maart 1963) is een Nederlandse degenschermer. Hij is tweevoudig Nederlands kampioen Degen individueel (1995 en 1997). Ook is hij in totaal 35 keer Nederlands kampioen Equipe (teams) op 3 wapens en won hij 5 NK-Junioren titels. Hij nam eenmaal deel aan de Olympische Spelen, maar won bij die gelegenheid geen medailles.
In 1988 nam hij op 25-jarige leeftijd deel aan de Olympische Spelen van 1988. Namens het Nederlandse team behaalde hij een 14e plaats overall bij het schermen. 
Op 28 mei 2005 benoemde de Koninklijke Nederlandse Algemene Schermbond (KNAS) Olaf tot 'Lid van Verdienste'. Olaf is een zoon van Kasper Kardolus en broer van Oscar, Yvette en Arwin.